# Йорам
Йорам, Єгорам (івр. יהורם)— цар Ізраїльського царства бл. 852–841 до н. е., син Ахава та Єзавелі і наступник свого брата Ахазії . Від свого батька він успадкував схильність до ідолопоклонства. На час його царювання випадає більшість чудес пророка Єлисея, який не раз рятував його від сирійців. Для придушення повстання повсталих моавитян на чолі з царем Мешою, спільно з юдейським царем Йосафатом та ідумейцями проводить похід. Проте не зміг вибити Мешу з обложеного Кір-Гересу. У 841 до н. е. спільно з юдейським царем Ахасією зазнає поразки під ґілеадським Рамотом від сирійського царя Газаїла. Повернувся в Єзреел та був убитий Єгу, вбивці всього будинку Ахава (4Цар 9:24).
Царював 12 років (4Цар 3:1).